# Navarra (1923)
«Наварра» (ісп. Navarra) — легкий крейсер ВМС Іспанії першої половини XX століття.

## Історія створення
Корабель був спроектований на базі британських крейсерів типу «Бірмінгем». Це був перший іспанський крейсер, закладений після поразки Іспанії в іспансько-американській війні.
Корабель був закладений 31 березня 1915 року на верфі «Sociedad Española de Construcción Naval» у місті Ферроль. Він отримав назву «Реїна Вікторія Еухенія» (ісп. Reina Victoria Eugenia) на честь королеви Вікторії Євгенії.
Через затримку із постачанням комплектуючих з Англії під час Першої світової війни корабель був спущений на воду лише 21 квітня 1920 року і вступив у стрій 15 січня 1923 року, вже будучи морально застарілим.

## Конструкція
Корпус корабля мав серпоподібний форштевень, який переходив у таран. Броньований пояс мав товщину 50 мм на міделі, 43 мм у носовій частині та 31 мм в районі корми. В районі відсіків енергетичної установки він доходив по висоті до рівня верхньої палуби, в інших місцях був на 1,2 м нижче.
Силова установка складалась з 12 парових котлів «Ярроу» змішаного опалення, розміщених у 3 відділеннях, та 4 парових турбін типу «Парсонс», розміщених у 2 машинних відділеннях. Запас вугілля становив 1227 т, нафти — 230 т.
Озброєння початково складалось з дев'яти 152-мм гармат «Vickers Mv.V», чотирьох 47-мм гармат, 76-мм десантної гармати та 4 торпедних апаратів.

### Модернізація
У 1937 році крейсер пройшов капітальний ремонт та модернізацію у Ферролі. Корабель отримав 8 котлів «Ярроу», які працювали виключно на нафті, дві труби та баштоподібну надбудову. На кораблі були встановлені 152-мм гармати, зняті з берегових батарей, які мали кут підйому 35° та дальність стрільби 24 км. Зенітна артилерія складалась х чотирьох німецьких 88-мм гармат «SK L/45» та 4 італійських 20-мм зенітних автоматів «Scotti».
У 1945—1946 роках зенітні автомати були замінені на німецькі «Flak-Vierling».

## Історія служби
Після вступу у стрій крейсер брав участь в іспано-франко-марокканській війні як флагманський корабель іспанського флоту.
Після проголошення республіки 17 квітня 1931 року крейсер отримав назву «Републіка» (ісп. Republica). У 1935 році, зважаючи на поганий технічний стан, корабель був виведений в резерв в Кадісі.
Після початку громадянської війни 19 липня 1936 року крейсер був захоплений франкістами. Він був роззброєний, артилерія була передана на берегові батареї. 19 червня 1937 року крейсер був перейменований на «Наварра» (ісп. Navarra).
Після модернізації корабель вступив у стрій до складу флоту франкістів та брав участь у блокадних діях проти Республіки.
З 1941 року крейсер використовувався як навчальний корабель. З 1947 року — стаціонарний навчальний корабель у Віго.
3 грудня 1955 року корабель був виключений зі складу флоту і наступного року зданий на злам.